# 豊森ちはや
豊森 ちはや（とよもり ちはや、1992年3月14日 - ）は、フリーランスのファッションモデル、女優である。長野県長野市出身。身長163 cm、体重47Kg。血液型はO型。3サイズはバスト82cm、ウエスト59cm、ヒップ88cm、靴のサイズは23.5cm。

## 略歴
2013年〜2016年7月 サトルジャパンに所属、その後はフリーランスとして活動。大の餃子好きである。
4年制大学卒業
アメリカ留学経験有り（2010年/4ヶ月間）

## 人物

### 趣味・特技
寿司を握ること(2016年8月 寿司和食インターナショナルアカデミー卒業)
フルマラソン、陶芸、料理、旅、ヨガ、ゴルフ 

### 資格
秘書検定2級

## 出演

### 映画
- 三島由紀夫原作「美しい星」酒井絵未里役（2017年）
- 「風が通り抜ける道」大西皐月役（監督：田中壱征 ー2024年 イオンエンターテイメント） ★SUPER STAR AWARDS2023 Cannes 『BEST FILMS AWARD賞』受賞作品  ★沖縄国際映画祭2023正式出品作品

### テレビドラマ
- NHK 連続テレビ小説 「ひよっこ」 番組アシスタント役
- テレビ東京 「デッドストック〜未知への挑戦〜」 ホステス役
- WOWOWドラマW
  - 「監査役 野崎修平」役員秘書 香役（2018年）
  - 「頭取 野崎修平」浅海京子役（2020年1月）
- テレビ朝日「時効警察はじめました」3話 死体発見者役（2019年）
- TBSテレビ「凪のお暇」2話 慎二の大学時代友人役（2019年）
- テレビ朝日「相棒20」18話 アシスタント役（2022年）
- 「Qrosの女 スクープという名の狂気」第4話（2024年10月28日、テレビ東京） - カップルの女性 役

### 舞台
- 「嘘つき歌姫」山口カヲル役（2023年）

### ナレーション
- 50th anniversary “The Journey ” 松任谷由実コンサートツアー 日本武道館公演（2023年）

### CM
- ビオレ ふくだけコットンうるおいリッチ（2013年）
- ロリエ スリムガード　ファッションショー篇（2014年7月）
- サントリー レンジでチン！して贅沢ラテ（2015年）
- ガリバーフリマ（2019年7月）
- オッズパーク
  - オッズパークコール篇[1] ジョッキー役（2020年）
  - オッズパーク コール篇2021 ジョッキー役（2021年）
- ラ ロッシュ ポゼ（2023年）

### 広告
- Yahoo beauty トップページモデル（2020年）
- UNDER ARMER（2022年）

### ラジオ
- ふくしまFM「ふっくん布川の光リアル道」1年間レギュラー（2019年）

### MV
- 西野カナ「あなたの好きなところ」（2016年）
- スクランブルガム「Coming summer!!」[2]（2019年）

### モデル
- どんどん走れる体になる!青山剛のスイッチ・ランニング（2015年、高橋書店）
- 世界一やせる走り方（2015年、サンマーク出版）
- 25ans wedding（2015年）
- ar（2015年）
- SEDA（2015年）
- 超簡単「けのび」ポーズでからだがよみがえる！（2016年、サンマーク出版）
- 楽しいランニング（2016年）

### その他
- MISS EARTH JAPAN ファイナリスト（2015年）[3][4]
- 福田秀世 写真展 トークイベント ゲスト（2017年）[5]